# Faradja faradjensis
Faradja faradjensis är en spindelart som först beskrevs av Roger de Lessert 1930.  Faradja faradjensis ingår i släktet Faradja och familjen hjulspindlar.
Artens utbredningsområde är Kongo. Inga underarter finns listade i Catalogue of Life.